# ملعب تختي تبريز
ملعب تختي (بالفارسية: ورزشگاه تختي) المعروف سابقًا باسم ملعب باغ شمال (بالفارسية: ورزشگاه باغ شمال) هو ملعب متعدد الأغراض يقع مقره في مدينة تبريز، إيران، ويستضيف فيه نادي ماشين سازي مباريات دوري المحترفين الإيراني، الملعب يستوعب 25000 متفرج.